# Tyla Wynn
Tyla Wynn (n* 16 octombrie 1982 in Lubbock, Texas) este o actriță porno nord-americană.
1. ↑  Adult Film Index
2. ↑  „Tyla Wynn”, Internet Movie Database, accesat în 18 iulie 2016